# Rahabah (huyện)
Huyện Rahabah là một huyện thuộc tỉnh Ma'rib, Yemen. Đến thời điểm năm 2003, huyện này có dân số 7441 người